# Кубок Англії з футболу

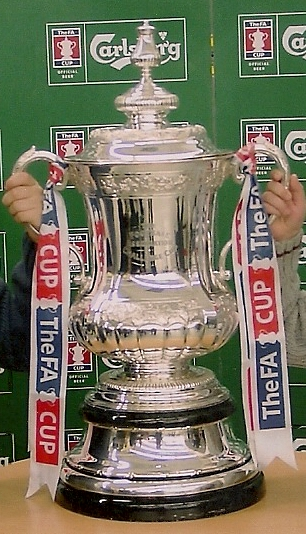
Кубок Футбольної Асоціації. Це четвертий трофей — його використовують з 1992 року, і його дизайн є ідентичним дизайну третього трофею, який було впроваджено 1911 року.

Кубок Виклику Футбольної Асоціації (англ. The Football Association Challenge Cup), загалом знаний як Кубок Футбольної Асоціації (англ. FA Cup) або просто Кубок Англії, є турніром з грою на виліт в англійському футболі, започаткованим 1871 року. Він є найдавнішим футбольним змаганням у світі.
У змаганні беруть участь клуби різних рівнів (на практиці це є клуби з рівнів 1-11 англійської футбольної піраміди). У Кубку Англії 2011–12 взяла участь рекордна кількість команд — 763. Для порівняння, право участі у кубку Футбольної ліги, другому за престижністю кубковому змаганні в англійському футболі, надається лише 92 клубам (рівні 1-4 піраміди).
Чинним володарем Кубка Англії є «Крістал Пелес», який у фінальному матчі 17 травня 2025 року переміг «Манчестер Сіті» з рахунком 1–0. Лондонський «Арсенал» з 14 перемогами є найтитулованішим клубом турніру.

## Формат
Кубок Англії є турніром з грою на виліт з повністю випадковим жеребкуванням — тобто без сіяння. Кваліфікаційні раунди граються за регіональним принципом з метою економії невеликими клубами коштів на переїздах. Жеребкуванням визначається суперник у наступному колі, а також на полі якої з команд  гратиметься матч. До 1/8 фіналу у випадку нічийного результату призначається перегравання, зазвичай на полі команди, яка грала перший матч на виїзді. Якщо і перегравання закінчується нічиєю, призначається додатковий час і, якщо потрібно, серія пенальті. У минулому призначалися додаткові перегравання, і були випадки, коли пари команд потребували аж шість матчів, щоб визначити переможця. У сезоні 1974-75 Фулгему довелося зіграти 12 матчів, щоб подолати 6 раундів — це є рекордною кількістю матчів для будь-якого клубу на шляху до фіналу.
Право участі в турнірі автоматично надається усім клубам Прем'єр-ліги і Футбольної ліги. «Нелігові» клуби також можуть взяти участь, якщо попереднього сезону вони брали участь у Кубку Англії, Трофеї Футбольної Асоціації або Вазі Футбольної Асоціації, а також якщо вони грають у «прийнятній» лізі футбольної піраміди. Всі учасники повинні мати придатний стадіон. В сезоні 2004-05 років у турнірі взяли участь 660 клубів, у сезоні 2005-06 — 674 клубів, у сезоні 2006-07 — 687, а в сезоні 2007-08 — 729.
Переможець кубка Англії отримує право грати у Лізі Європи. Якщо переможець вже отримав право грати у Лізі Чемпіонів шляхом успішного виступу в Прем'єр-лізі, право участі у Лізі Європи переходить до команди, що поступилася у фіналі.

## Трофеї

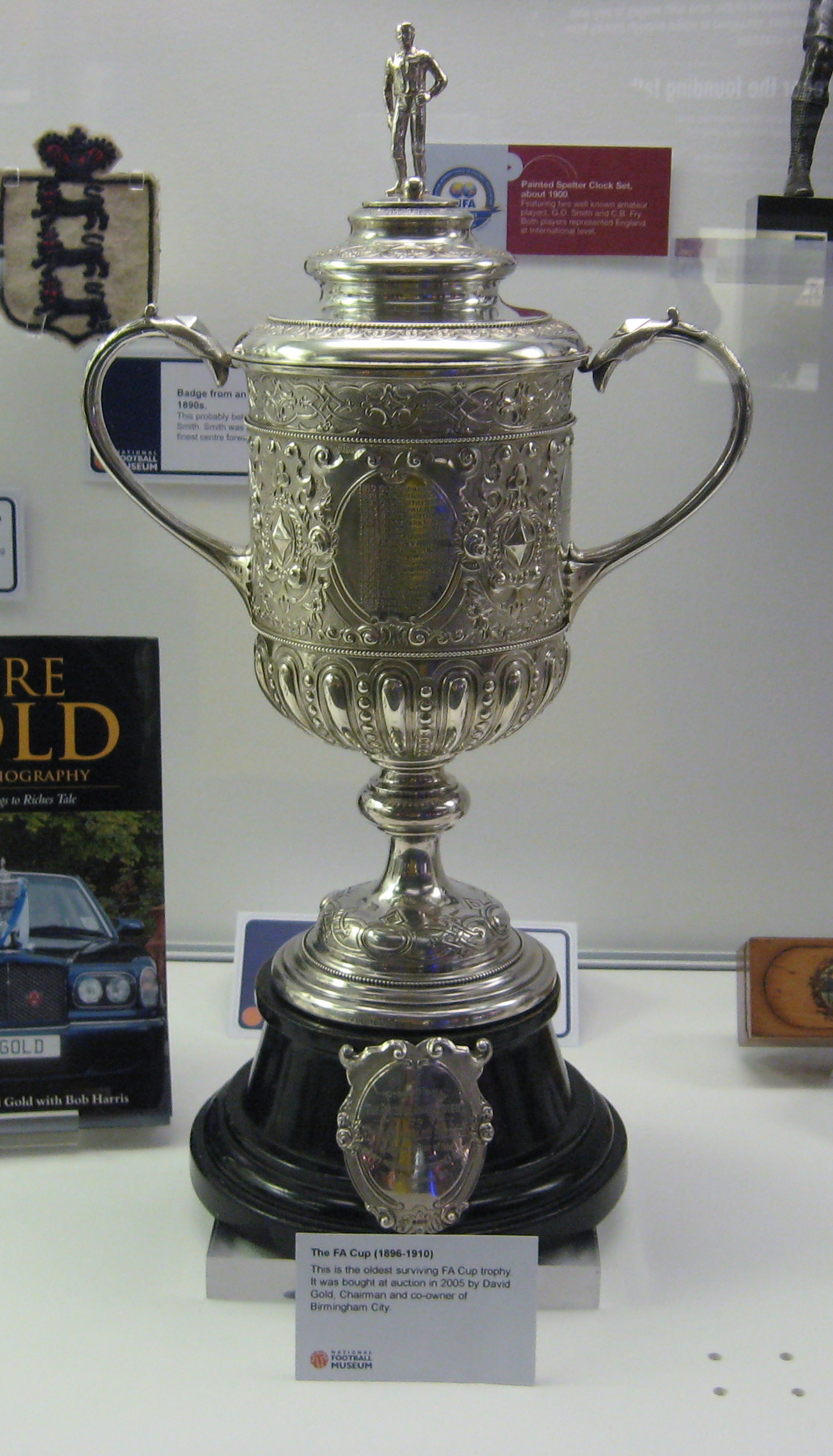
Другий трофей Кубка Англії, який використовували з 1896 до 1910 р.

Після фінального матчу клуб-переможець отримує перехідний кубок, яким він володіє до наступного фіналу.
Нинішній трофей є четвертим з часів заснування турніру. Перший («маленький олов'яний ідол») використовували з сезону 1871-72, поки його не було викрадено з вітрини у Бірмінгемі 11 вересня 1895 року, коли володарем була місцева «Астон Вілла». Більше його ніколи не бачили, і вважається, що його було переплавлено.
Другий трофей був реплікою першого, і його використовували до 1910 року, коли його було презентовано багаторічному президенту ФА лорду Кінерду. 95 років потому, 19 травня 2005 року, його було продано на аукціоні Крісті за 478,4 тис. фунтів стерлінгів Девіду Ґолду, президенту «Бірмінгем Сіті». Новий, більший трофей був замовлений у 1911 році і його використовували до 1992 року. Він досі існує, але вже є занадто крихким, тому було виготовлено точну репліку, яку використовують донині.
Таким чином, хоча Кубок Англії є найдавнішим футбольним змаганням у світі, сам трофей таким не є — ця відзнака належить кубку Шотландії.

## Переможці

### Загальна статистика
Клуби, що вигравали трофей принаймні тричі станом на кінець сезону 2024-2025.

| Клуб                    | Перемог | Участей у фіналі | Переможні роки                                                                     |
| ----------------------- | ------- | ---------------- | ---------------------------------------------------------------------------------- |
| Арсенал                 | 14      | 21               | 1930, 1936, 1950, 1971, 1979, 1993, 1998, 2002, 2003, 2005, 2014, 2015, 2017, 2020 |
| Манчестер Юнайтед       | 13      | 22               | 1909, 1948, 1963, 1977, 1983, 1985, 1990, 1994, 1996, 1999, 2004, 2016, 2024       |
| Челсі                   | 8       | 16               | 1970, 1997, 2000, 2007, 2009, 2010, 2012, 2018                                     |
| Ліверпуль               | 8       | 15               | 1965, 1974, 1986, 1989, 1992, 2001, 2006, 2022                                     |
| Тоттенгем Готспур       | 8       | 9                | 1901, 1921, 1961, 1962, 1967, 1981, 1982, 1991                                     |
| Манчестер Сіті          | 7       | 14               | 1904, 1934, 1956, 1969, 2011, 2019, 2023                                           |
| Астон Вілла             | 7       | 11               | 1887, 1895, 1897, 1905, 1913, 1920, 1957                                           |
| Ньюкасл Юнайтед         | 6       | 13               | 1910, 1924, 1932, 1951, 1952, 1955                                                 |
| Блекберн Роверз         | 6       | 8                | 1884, 1885, 1886, 1890, 1891, 1928                                                 |
| Евертон                 | 5       | 13               | 1906, 1933, 1966, 1984, 1995                                                       |
| Вест-Бромвіч Альбіон    | 5       | 10               | 1888, 1892, 1931, 1954, 1968                                                       |
| Вондерерз               | 5       | 5                | 1872, 1873, 1876, 1877, 1878                                                       |
| Вулвергемптон Вондерерз | 4       | 8                | 1893, 1908, 1949, 1960                                                             |
| Болтон Вондерерз        | 4       | 7                | 1923, 1926, 1929, 1958                                                             |
| Шеффілд Юнайтед         | 4       | 6                | 1899, 1902, 1915, 1925                                                             |
| Шеффілд Венсдей         | 3       | 6                | 1896, 1907, 1935                                                                   |
| Вест Гем Юнайтед        | 3       | 5                | 1964, 1975, 1980                                                                   |

Повну статистику перемог і участей у фіналі можна переглянути на сторінці RSSSF [Архівовано 2 червня 2015 у Wayback Machine.].

### Переможці з нижчих ліг
Станом на кінець сезону 2021-22, вісім разів кубок Англії вигравала команда поза меж вищого дивізіону. Останнім таким випадком була перемога «Вест Гема» у 1980 році, який тоді грав у Другому дивізіоні (на той час таку назву мав рівень безпосередньо під найвищим дивізіоном).
У сезоні 2007-08 була висока ймовірність ще однієї перемоги клубу з нижчого дивізіону, коли до півфіналу вийшли одразу три клуби Чемпіоншипу — «Вест-Бромвіч», Барнслі і «Кардіфф Сіті», але врешті-решт єдиний представник Прем'єр-ліги у півфіналі, «Портсмут», святкував першу для себе перемогу з 1939 року, здолавши у фіналі «Кардіфф».
Єдиним випадком перемоги клубу з третього дивізіону був тріумф «Тоттенгема» у 1901 році. Клуб тоді виступав у Південній Футбольній Лізі, яка на той час була третім щабелем футбольної піраміди. Фінальний матч проти «Шеффілд Юнайтед» у присутності майже 115 тисяч глядачів закінчився внічию 2:2 (після додаткового часу), а у переграванні перемогу з рахунком 3:1 святкував «Тоттенгем».